# Amtsgericht Schwalmstadt

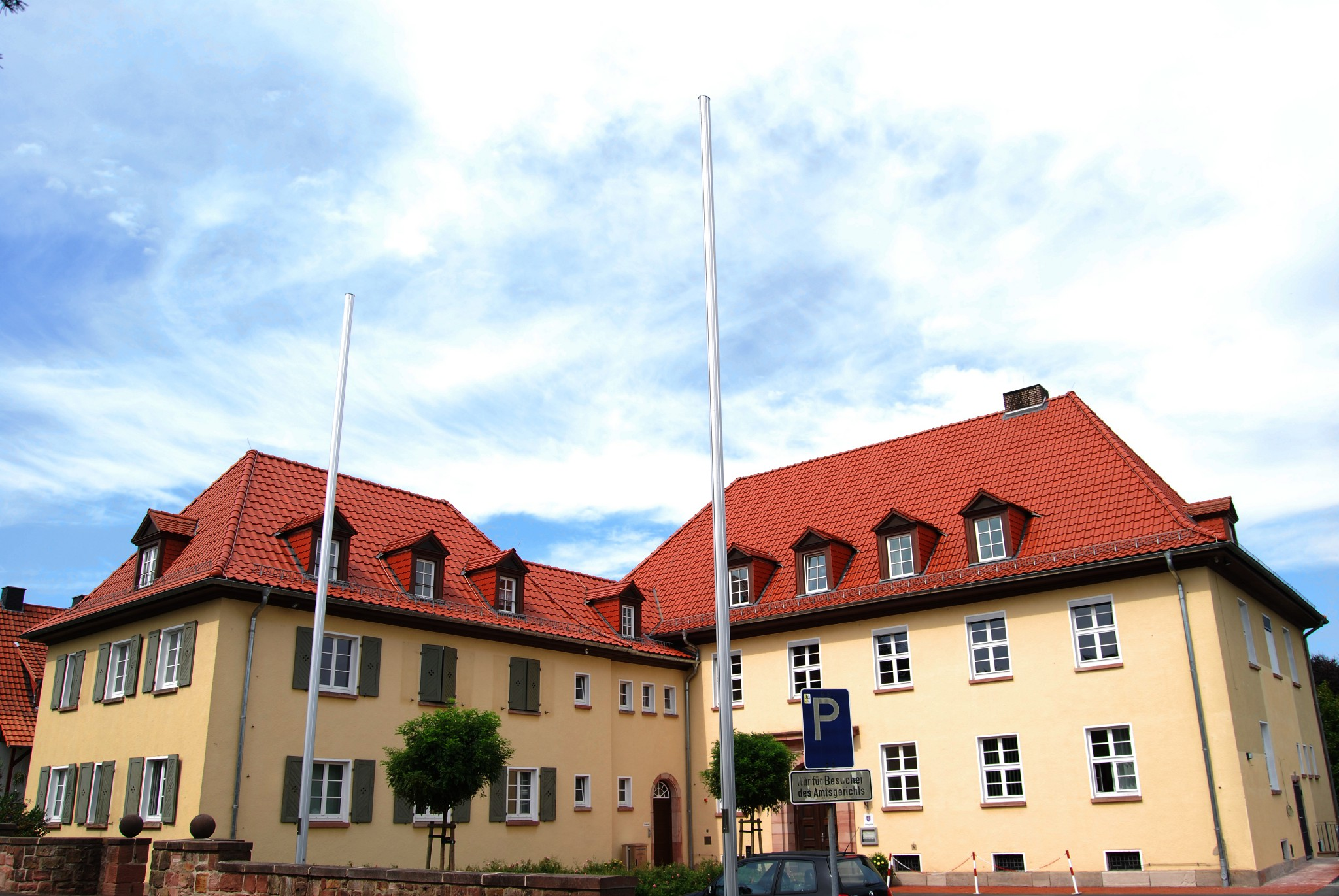
Amtsgericht Schwalmstadt

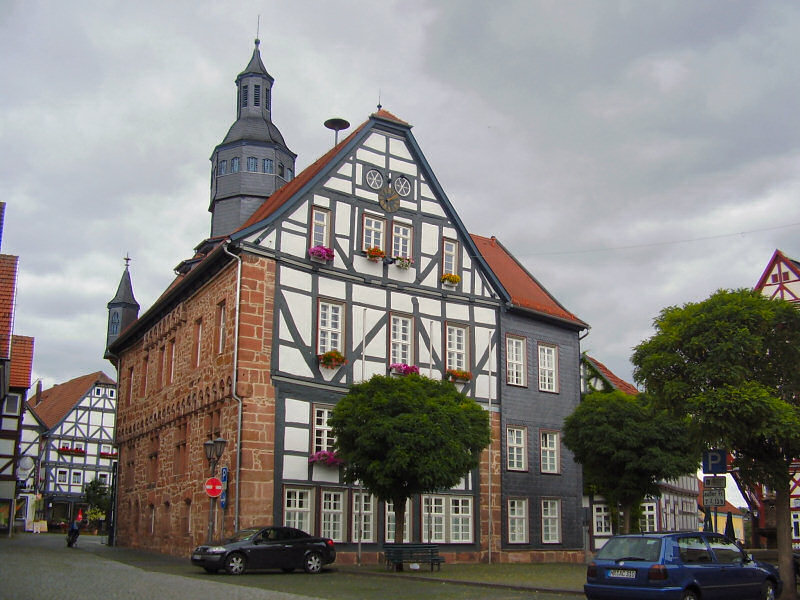
Rathaus Treysa: Bis 1939 Sitz des Gerichtes

Das Amtsgericht Schwalmstadt (AG Schwalmstadt) (bis 1867: Justizamt Treysa, bis 1970: Amtsgericht Treysa) ist ein Gericht der ordentlichen Gerichtsbarkeit in Schwalmstadt im Schwalm-Eder-Kreis.

## Gerichtssitz und -bezirk

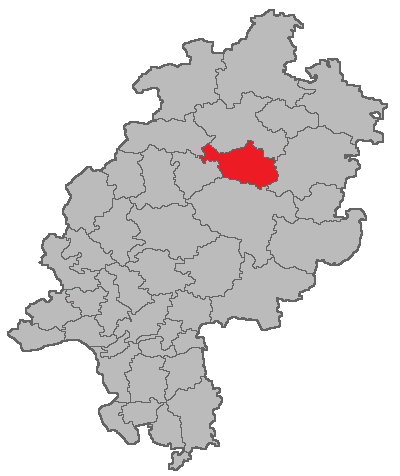
Lage des Amtsgerichtsbezirks Schwalmstadt in Hessen

Der Sitz des Gerichtes ist in Schwalmstadt im Steinkautsweg 2. Der Gerichtsbezirk des Amtsgerichts Schwalmstadt umfasst die Städte und Gemeinden Frielendorf, Gilserberg, Neukirchen, Oberaula, Ottrau, Schrecksbach, Schwalmstadt, Schwarzenborn und Willingshausen (jeweils inklusive aller Stadt- und Ortsteile). Alle liegen im Schwalm-Eder-Kreis.

## Übergeordnete Gerichte
Dem Amtsgericht Schwalmstadt übergeordnet ist das Landgericht Marburg. Im weiteren Instanzenzug ist das Oberlandesgericht Frankfurt am Main sowie der Bundesgerichtshof übergeordnet.

## Geschichte
Seit dem Mittelalter bestand das Stadtgericht Treysa. Die Rechtsprechung der niederen Gerichtsbarkeit wurde in der Landgrafschaft Hessen-Kassel durch den Amtmann des Amtes Treysa wahrgenommen.
Die Neuregelung des Justizwesens im Königreich Westphalen 1807 führte zu der Trennung von Rechtsprechung und Verwaltung. Der Kanton Treysa war nun für die Verwaltung, das Friedensgericht Treysa für die Rechtsprechung zuständig. Das Friedensgericht unterstand dem Distriktgericht Marburg, das für den Distrikt Marburg zuständig war.
Mit dem Ende des Königreichs Westphalen im Jahre 1813 wurde die Trennung von Rechtsprechung und Verwaltung rückgängig gemacht und das Kurfürstentum Hessen führte 1814 das Amt Treysa wieder ein. Mit Edikt vom 29. Juni 1821 wurden in Kurhessen Verwaltung und Justiz getrennt. Nun waren Justizämter für die erstinstanzliche Rechtsprechung zuständig, die Verwaltung wurde von Landkreisen übernommen (hier der Kreis Ziegenhain). Im Oberaula wurde das Justizamt Treysa eingerichtet.
Nach der Annexion Kurhessens durch Preußen wurde das Justizamt 1867 zum königlich Preußischen Amtsgericht Treysa. Es war nun dem Kreisgericht Marburg zugeordnet.
Auch mit dem Inkrafttreten des Gerichtsverfassungsgesetzes blieb das Amtsgericht unter seinem Namen bestehen. Mit der Fusion von Treysa und Ziegenhain zur Stadt Schwalmstadt änderte sich der Name 1970 in Amtsgericht Schwalmstadt.

## Gebäude
Das Justizamt und später das Amtsgericht hatten ihren Sitz im Rathaus von Treysa, das im 15. Jahrhundert errichtet worden war. Nachdem der Raumbedarf gestiegen war, wurde 1938/39 das neue Amtsgerichtsgebäude im Rohbau errichtet. Kriegsbedingt verzögerte sich der Innenausbau und das Gericht nutzte die nicht vollständig ausgebauten Räume. Insbesondere der Sitzungsraum wurde erst nach Kriegsende fertiggestellt. Durch die Aufnahme der aufgelösten Amtsgerichte Ziegenhain, Neukirchen und Oberaula stieg der Platzbedarf stark an. Die beiden Dienstwohnungen wurden daher in Diensträume umgewandelt und das Dach wurde ausgebaut.

## Richter
Am Gericht wirkten folgende Richter:
| Name                                            | Zeit      | Bemerkungen                                                              |
| ----------------------------------------------- | --------- | ------------------------------------------------------------------------ |
| Justizbeamter Ludwig Wilhelm Exter              | 1821–1831 |                                                                          |
| Justizbeamter Georg Wilhelm Stamm               | 1831–1837 |                                                                          |
| Justizbeamter Friedrich von Gehren              | 1837–1842 |                                                                          |
| Justizbeamter Eduard Heinrich August Fleischhut | 1843–1844 |                                                                          |
| Justizbeamter Konrad Ludwig Rüppell             | 1844–1864 |                                                                          |
| Justizbeamter Hermann Fuchs                     | 1864–1881 | ab 1867: Amtsrichter; ab 1874: Oberamtsrichter; ab 1879: Amtsgerichtsrat |
| Amtsrichter Wilhelm Denicke                     | 1881–1887 |                                                                          |
| Amtsrichter Paul Mahrenholz                     | 1887–1921 | ab 1897: Amtsgerichtsrat; ab 1914: Geheimer Justizrat                    |
| Amtsgerichtsrat Eissengarthen                   | 1921–1925 |                                                                          |
| Amtsgerichtsrat Hermann Keck                    | 1925–1935 |                                                                          |
| Amtsgerichtsrat Karl Schwalbe                   | 1935–1939 |                                                                          |
| Amtsgerichtsrat Heinrich Happel                 | 1939–     |                                                                          |
| Amtsgerichtsrat Wilhelm Veidt                   | 1939–1941 |                                                                          |
| Amtsgerichtsrat Karl Schwalbe                   | 1940–1945 |                                                                          |
| Amtsgerichtsrat Oswin Fichtner                  | 1945–     |                                                                          |
| Amtsgerichtsrat Hans-Ulrich Blanck              | 1947–1948 |                                                                          |
| Amtsgerichtsrat Fichtner                        | 1948–     |                                                                          |
| Amtsgerichtsrat Wilhelm Veidt                   | 1948–1973 | ab 1963: Oberamtsrichter, ab 1969: Amtsgerichtsdirektor                  |
| Amtsgerichtsrat Wilhelm Manskopf                | 1948–1962 | ab 1958: Oberamtsrichter                                                 |
| Amtsgerichtsrat Heinz Friedrich Albert          | 1957–1971 |                                                                          |
| Amtsgerichtsrat Gerhard Heide                   | 1965–     |                                                                          |
| Amtsgerichtsrat Rudolf Breul                    | 1968–1976 | ab 1973: Amtsgerichtsdirektor                                            |
| Amtsgerichtsrat Dieter Beinlich                 | 1971–1973 |                                                                          |
| Amtsgerichtsrat Gerhard Heide                   | 1972–     | Aufsichtführender Richter, ab 1976: Amtsgerichtsdirektor                 |
| Amtsgerichtsrat Hans Paul Theis                 | 1973–1997 | ab 1987: Amtsgerichtsdirektor                                            |
| Amtsgerichtsrat Bernhard Orlich                 | 1976–1978 |                                                                          |
| Amtsgerichtsrat Günther Korten                  | 1976–     |                                                                          |
| Amtsgerichtsrat Gunter Bienert                  | 1978–1979 |                                                                          |
| Amtsgerichtsrat Eberhard Laux                   | 1981–     |                                                                          |